# Oscar za najbolji kratkometražni animirani film
Oscar za najbolji kratkometražni animirani film (eng. Academy Award for Best Animated Short Film) je nagrada Akademije filmskih umjetnosti i znanosti (AMPAS). Prvi put je dodijeljena na 5. dodjeli Oscara, 1932. godine.
Od 1932. do 1970. kategorija se službeno zvala "Short Subject, Cartoons" (hrv. Kratkometražni, crtani). Od 1970. do 1973. nosila je naziv "Short subjects, animated films" (hrv. Kratkometražni, animirani filmovi). Od 1974. do danas zove se "Best Animated Short Film" (hrv. Najbolji animirani kratki film).